# General Chaos
General Chaos est un jeu vidéo de tactique en temps réel sorti en 1993 sur Mega Drive. Le jeu a été développé par Game Refuge et édité par Electronic Arts.

## À noter
- Le jeu est nommé General Chaos: Daikonsen au Japon.